# Alexandr Jatuntsev
Aleksandr Jatuntsev (Александр Хатунцев; Vorónezh, 2 de noviembre de 1985) es un ciclista ruso.

## Biografía
Fue campeón del mundo en persecución por equipos en categoría junior en 2002 y en persecución individual en 2003 también en la misma categoría. Debutó como profesional en 2005 con el equipo ruso Omnibike Dinamo Moscow. Se convirtió en campeón de Rusia en ruta en 2006 y quedó 7.º del UCI Europe Tour de ese año, segundo mejor joven por detrás de su compatriota y compañero de equipo Serguéi Kolésnikov. Fue fichado entonces, junto a Kolesnikov, por el equipo Unibet.com. Su primera temporada en un equipo ProTour fue limitada debido a los problemas que obtuvo el Unibet.com, ya que no era invitado a disputar varias pruebas. En 2009 fichó por el equipo Moscow.

## Palmarés
2004
- Tour del Mar de la China Meridional, más 2 etapas

2005
- Gran Premio de Sochi, más 3 etapas

2006
- Campeonato de Rusia en Ruta
- Tour del Mar de la China Meridional, más 2 etapas
- Cinco Anillos de Moscú, más 2 etapas
- Gran Premio de Moscú
- Boucle de l'Artois
- 1 etapa del Tour de Hainan
- 3 etapas del Gran Premio de Sochi
- 1 etapa de la Vuelta a Serbia
- 3.º en el Campeonato Mundial en Ruta sub-23 [1]

2009
- 1 etapa de los Cinco Anillos de Moscú
- Gran Premio de Moscú